# École nationale supérieure des arts appliqués et des métiers d'art
L'École nationale supérieure des arts appliqués et des métiers d'art (ENSAAMA) és un establiment públic d'educació artística i tècnica ubicat al districte 15 de París, rue Olivier-de-Serres (de vegades anomenada «escola Olivier-de-Serres»).
L'ENSAAMA és avui una escola pública amb 710 alumnes en formació de postgrau, amb un caràcter professional divers.

## Graduats famosos
- Daniel Buren, un artista conceptual francès
- Malika Favre, una il·lustradora i artista gràfica francesa que viu a Barcelona
- Jean-Claude Mézières, un il·lustrador francès de còmics
- Su-Mei Tse, una música, artista i fotògrafa luxemburguesa